# Ford Transit Custom
Il Ford Transit Custom è un veicolo commerciale leggero prodotto dalla casa automobilistica americana Ford in Europa a partire dall'inizio del 2012.

## Contesto
Il Ford Transit Custom rappresenta il modello medio-grande della gamma Transit grazie alla lunghezza compresa tra i 4,97 e i 5,34 metri (a seconda del passo). Ha sostituito il precedente Ford Transit (sesta serie) nelle versioni più compatte a trazione anteriore mentre le versioni a trazione posteriore sono state sostituite dal nuovo Transit di settima generazione più grande rispetto al Custom e totalmente differente per design e motorizzazioni.
Il Tourneo Custom invece rappresenta la versione pulmino del Transit Custom seguendo la strategia commerciale della Ford che identifica col nome Transit le versioni Van commerciali o combinate e col nome Tourneo le versioni passeggeri.

## Prima generazione (2012-2022)

### Debutto
Il Transit Custom nasce come veicolo commerciale medio grande a trazione anteriore che si posiziona tra il Transit Connect e il Transit propriamente detto; è stato sviluppato per sostituire il precedente Transit di sesta generazione nelle versioni a trazione anteriore e allo stesso tempo i vertici della Ford hanno potuto riposizionare verso l'alto il modello Transit originale (settima serie) proponendolo solo a trazione posteriore e con motorizzazioni e dimensioni più generose rispetto al passato. Il Custom quindi viene progettato soprattutto per il mercato europeo con lo scopo di offrire un nuovo prodotto a marchio Ford nel segmento dei commerciali medio-grandi leggeri, segmento dominato da concorrenti come Fiat Scudo, Citroën Jumpy, Renault Trafic e Volkswagen Transporter e oltre alla versione Van commerciale la casa lo propone anche nella versione monovolume per trasporto persone ribattezzata Tourneo Custom. 

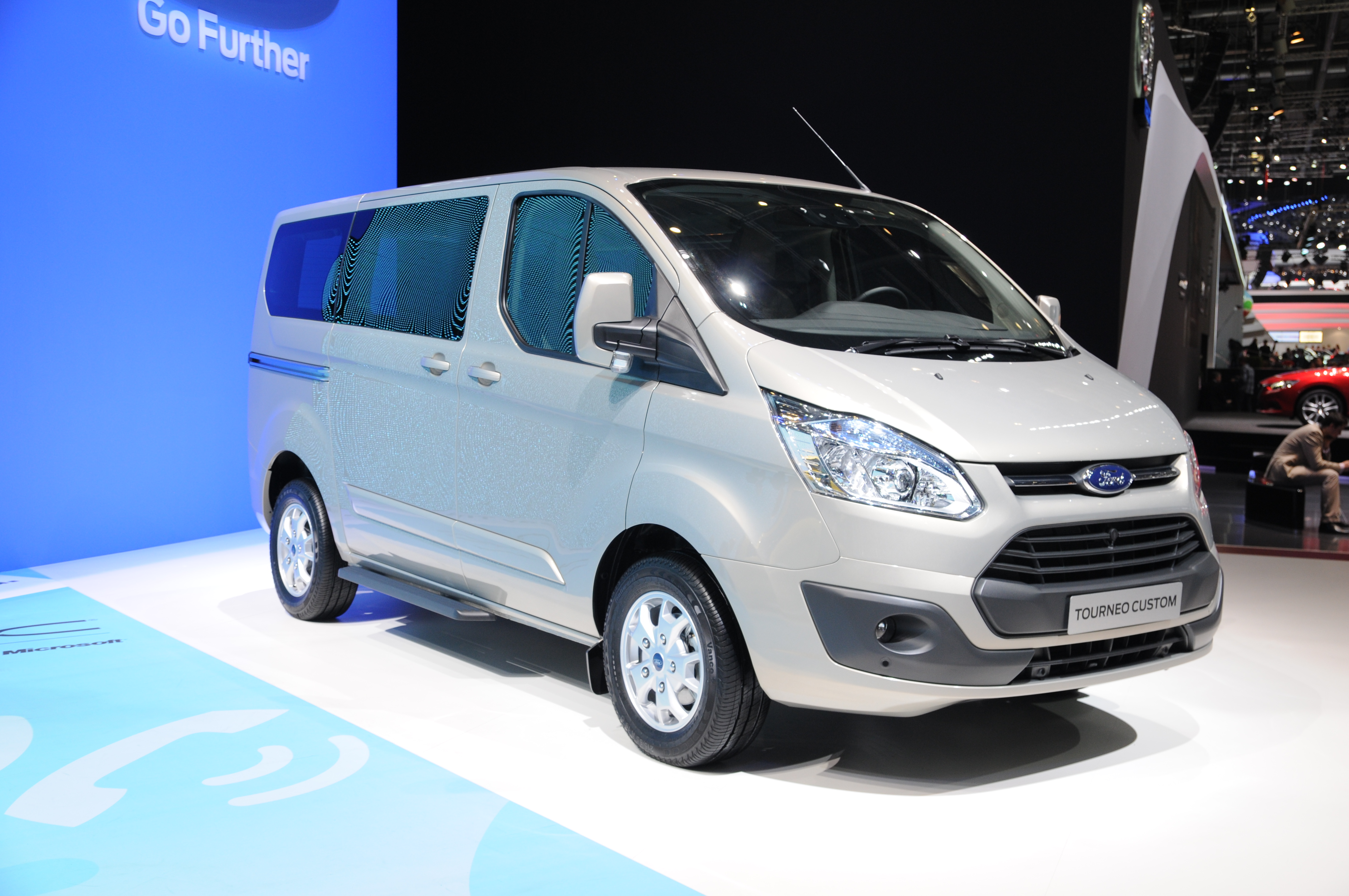
Ford Tourneo Custom, versione pulmino del Transit Custom

Viene anticipato al Salone di Ginevra nel marzo del 2012 dal prototipo Tourneo Custom Concept, praticamente definitivo che differirà dalla versione di serie solo per pochi dettagli (come cerchi in lega e materiali per la plancia meno scenografici); il Transit Custom definitivo viene presentato nell'aprile del 2012 al Salone di Birmingham insieme alla versione Tourneo Custom monovolume.
La produzione della gamma Custom si svolge nel solo stabilimento Ford-Otosan di Gölcük, vicino Kocaeli in Turchia (nella stessa fabbrica viene prodotto anche il piccolo Transit Courier), le vendite invece sono partite in tutta Europa dalla fine del 2012.
Con il Transit Custom la Ford ha avviato un processo di collaudi estremo per i veicoli di futura produzione coinvolgendo oltre 600 prototipi, 150 piloti che hanno percorso globalmente oltre 5 milioni di chilometri simulando un utilizzo medio di 10 anni e 240.000 km in condizione climatiche estreme. Il nuovo processo di collaudi inoltre ha permesso di adottare nuove soluzioni innovative per l'affidabilità del commerciale.
Nel settembre 2012 al Salone di Hannover il Transit Custom ha vinto il premio "Van of the Year 2013": la giuria ha assegnato al commerciale Ford 117 punti sui 133 totali.

### Esterni ed interni

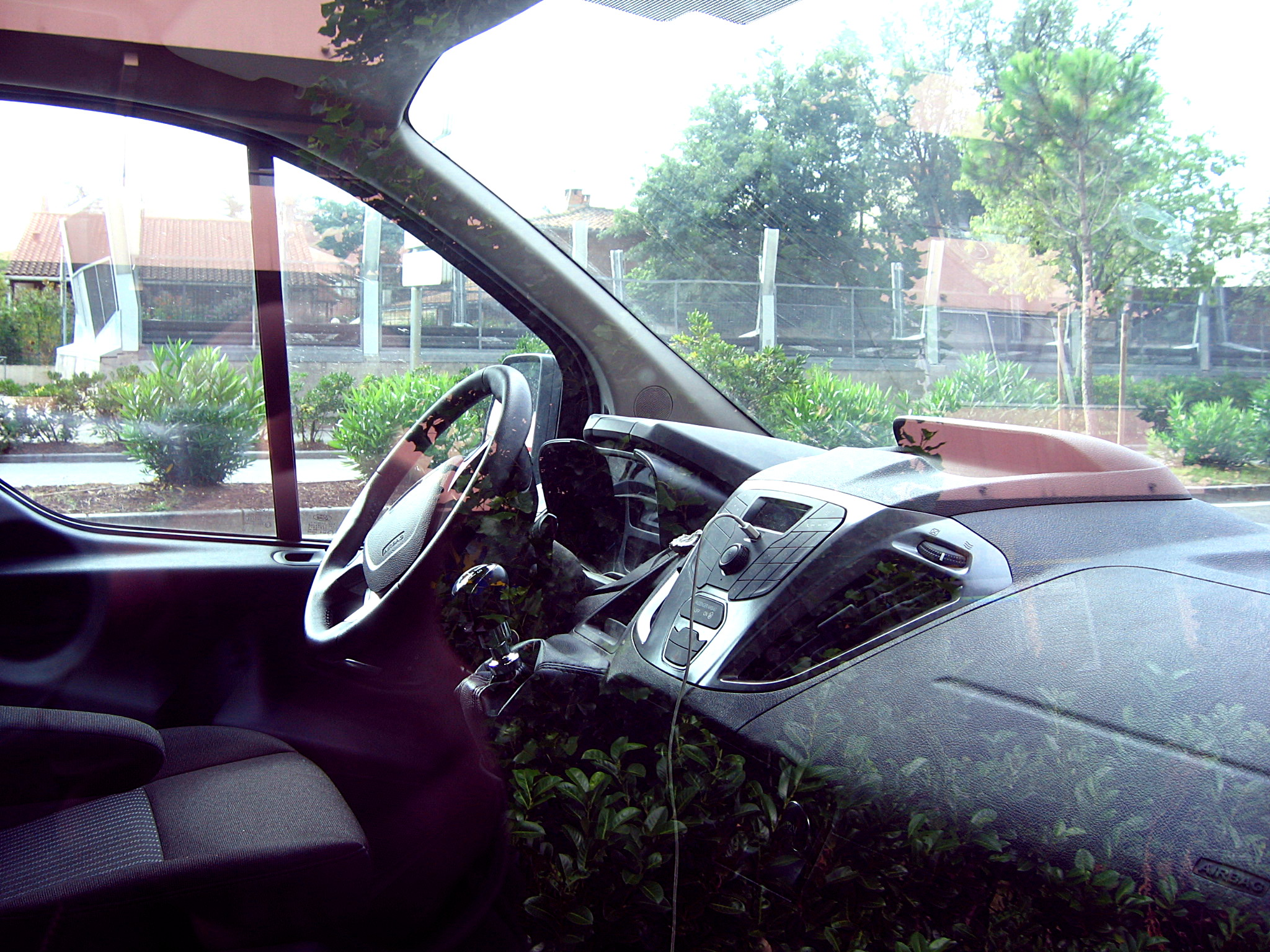
Interni di una Ford Transit Custom del 2014

Stilisticamente il design riprende i tratti del recente Kinetic Design ovvero il linguaggio stilistico del gruppo Ford. Classico e sportivo il frontale con la calandra esagonale anteriore e ampie prese d'aria per tutto il muso; la piccola mascherina presenta il marchio della casa inglobato tra due "baffi" cromati. La coda presenta dei sottili fari verticali, le ante del baule sono sdoppiate (apribili ad armadio) oppure è disponibile il portellone classico apribile verso l'alto (per la Tourneo Custom). Tra le innovazioni il Transit Custom introduce il sistema portapacchi integrato nel tetto con tre barre trasversali che si ripiegano quando non vengono utilizzate.

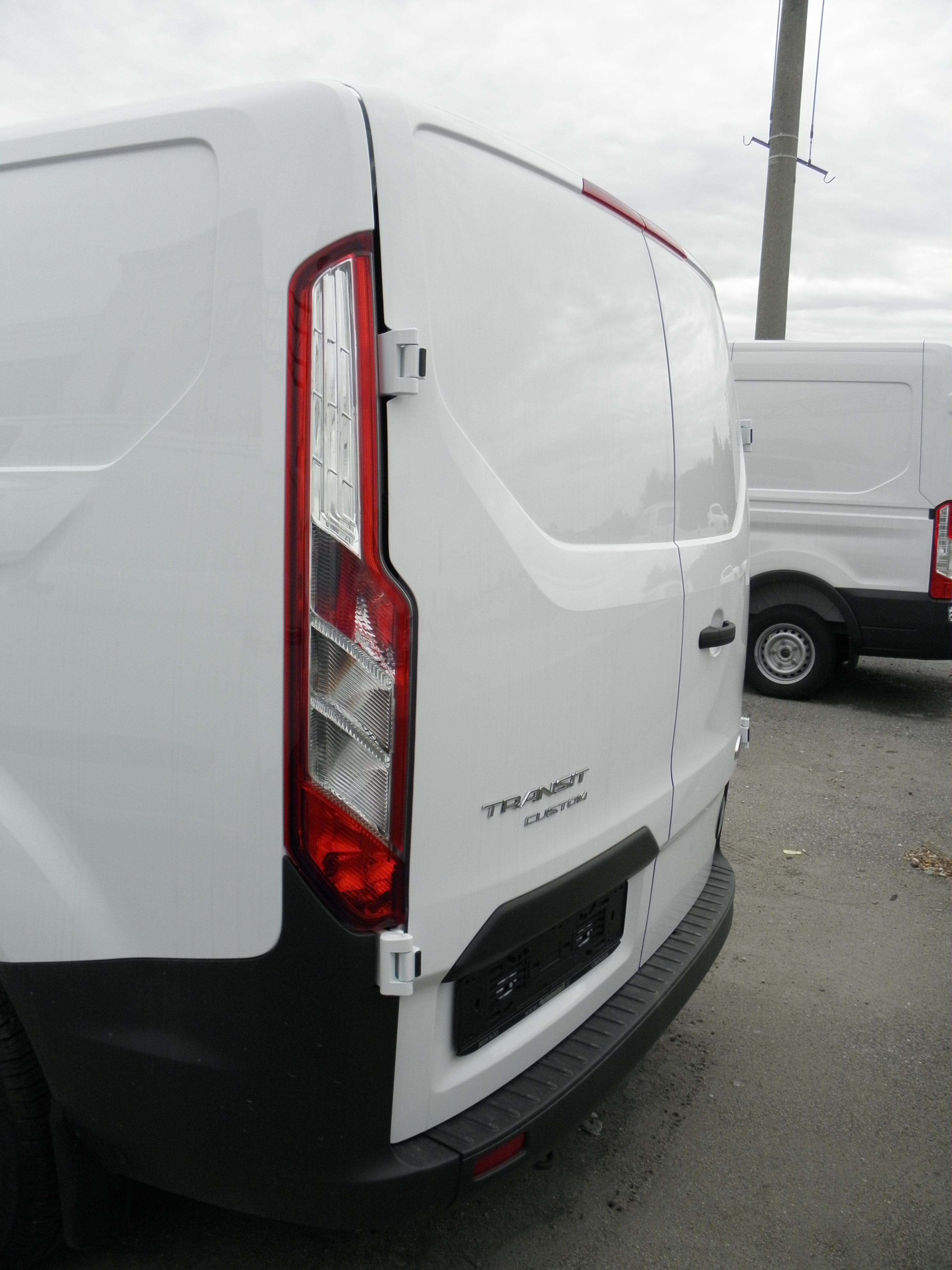
Dettaglio del faro posteriore di un Ford Transit Custom

Gli interni richiamano quelli delle autovetture Ford, moderni e originali; numerosi elementi sono condivisi con gli altri modelli di produzione, il quadro strumenti e simile a quello adottato dalla C-Max, il cambio è in posizione rialzata e al centro ella plancia vi è il sistema multimediale con schermo LCD e sistema SYNC di connettività proposto sui modelli di punta. L'abitacolo è configurato da 2 fino a 9 posti, a seconda delle versioni.

### Versioni
Il Transit Custom viene prodotto in tre tipi di carrozzeria (furgone lastrato, furgone doppia cabina e Combi vetrato) e due possibilità di passo (corto denominato SWB L1 da 2,93 metri con lunghezza totale di 4,97 metri, lungo denominato LWB L2 da 3,30 metri e lunghezza totale di 5,34 metri). Gli allestimenti sono il base Entry e il più accessoriato Trend.

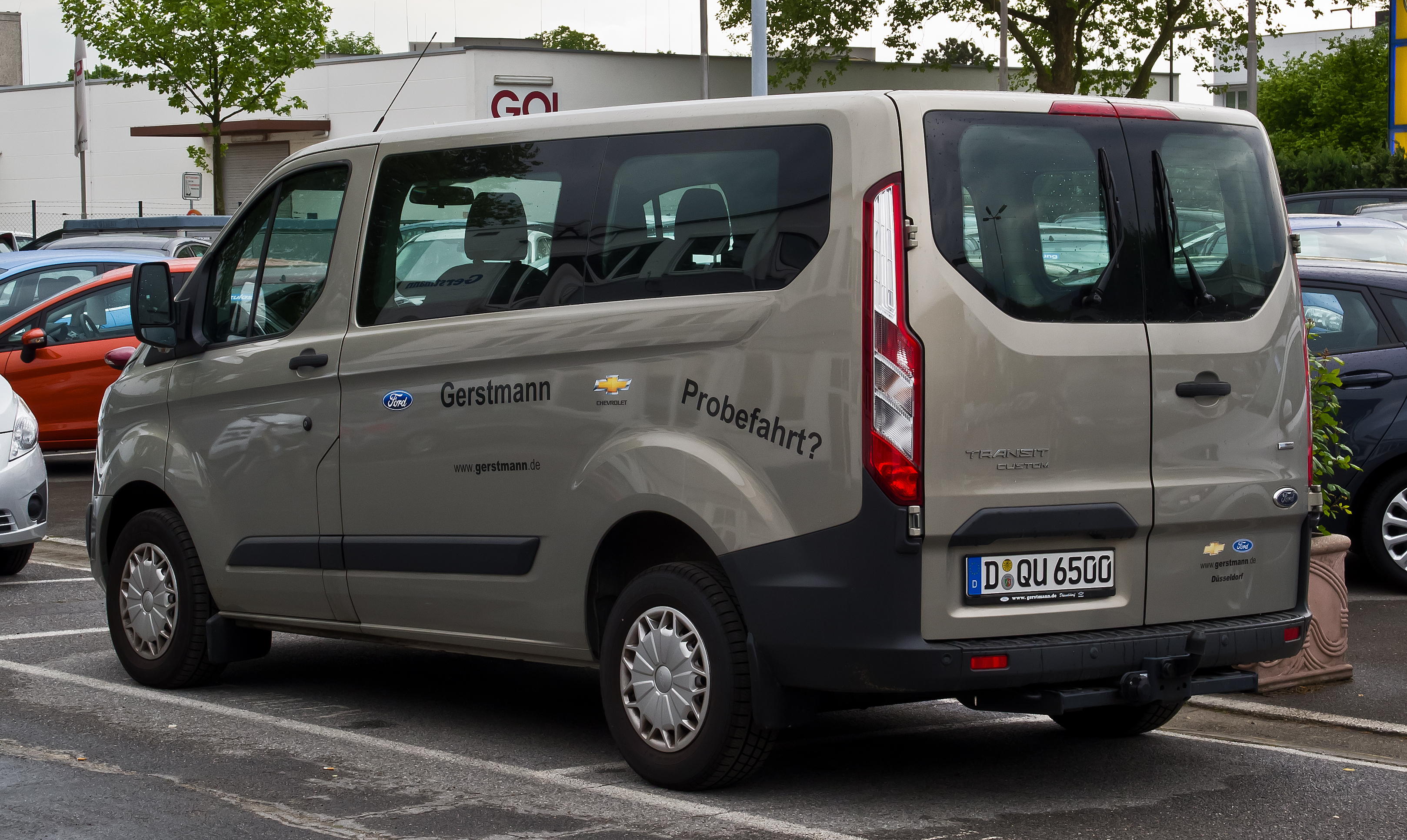
Ford Transit Custom Combi, vista posteriore

Il Furgone lastrato presenta la cabina singola a due o tre posti anteriori con paratia interna che separa abitacolo dal vano di carico per tutta l'altezza e la larghezza (anche con vetro) che separa il vano di carico dalla cabina. Le porte laterali scorrevoli sono singole e doppie e il portellone può essere apribile d armadio con ante o fisso verso l'alto. Capacità di traino pari a 2,0 tonnellate a pieno carico, 1,406 metri di altezza di carico interna; il carico utile varia da 683 kg a 1.414 kg.
Furgone doppia cabina, a cinque o sei posti, anch'esso con paratia interna e capacità di traino pari a 1,9 tonnellate a pieno carico, 1,406 metri di altezza di carico interna; il carico utile varia da 776 kg a 1.305 kg.
Combi vetrato, con tre file di sedili asportabili per trasportare fino a 9 passeggeri e capacità di traino pari a 1,8 tonnellate a pieno carico, 1,406 metri di altezza di carico interna; il carico utile varia da 886 kg a 1.417 kg.
Il Tourneo Custom invece rappresenta la versione monovolume per trasporto persone (quindi vetrato) del Transit Custom con portellone posteriore apribile verso l'alto e abitacolo a otto o nove posti; viene proposto in allestimenti più ricchi (Trend e Titanium) e rifiniture più curate.

### Meccanica e motori

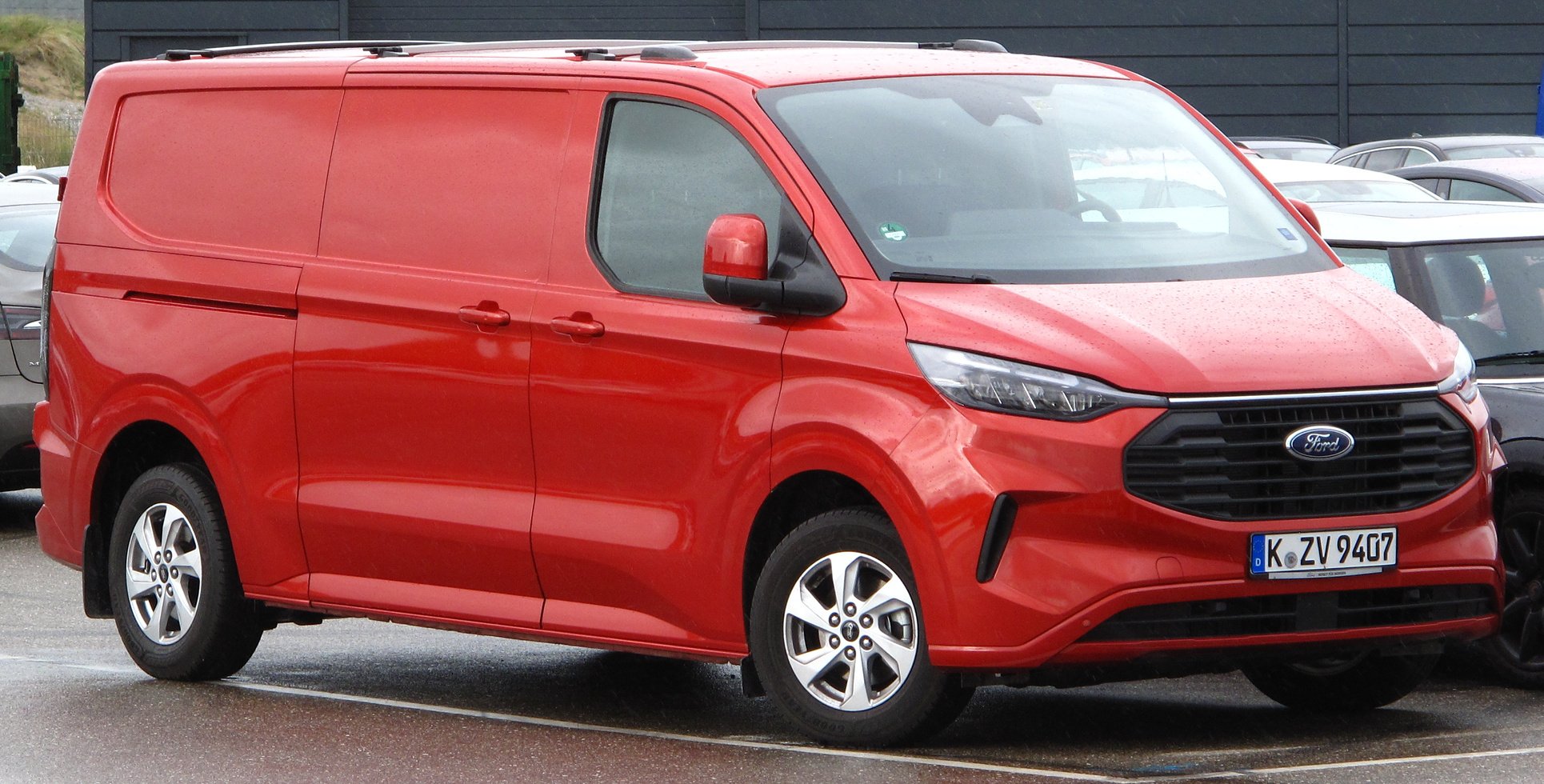
Transit Custom 2023

Il pianale di base è inedito con trazione anteriore e motore in posizione anteriore-trasversale. La carrozzeria introduce acciaio contenente boro mista ad acciai alto-resistenziali che rappresentano il 40% della scocca. Sottoposto ai crash test EuroNCAP nel 2012 il Transit Custom ha ottenuto il punteggio complessivo di 5 stelle con protezione degli adulti pari all'84%, protezione bambini del 90%, investimento pedoni 48% e dispositivi tecnologici 71%.
Il propulsore previsto è il 2,2 litri turbodiesel quattro cilindri Duratorq TDCI, con distribuzione sedici valvole, dispositivo Start&Stop e filtro antiparticolato, omologato Euro 5. Il 2.2 TDCI viene proposto in tre step di potenza accoppiato al cambio manuale a sei rapporti ed è disponibile a pagamento anche il pacchetto ecologico denominato ECOnetic che aggiunge il limitatore di velocità (a 100 o 110 km/h a seconda del passo), il motore viene calibrato in modo specifico e introduce anche il controllo dell'accelerazione.
I motori disponibili sono:
- 2.2 TDCI da 100 CV;
- 2.2 TDCI da 125 CV;
- 2.2 TDCI da 155 CV.

Nel 2020 viene introdotta, prima al mondo, una versione ibrida plug-in. Tecnicamente si tratta di un modello elettrico con range externed. La batteria permette un'autonomia di circa 30 km, unitamente ad un motore termico 1.0 benzina che funge da generatore di corrente. È possibile, come un veicolo plug-in, il collegamento alla rete elettrica con la spina in dotazione. 

## Seconda generazione (2023-)
La seconda generazione è stata svelata nel settembre 2022. Il 22 novembre 2022 è stata invece svelata la versione per passeggeri. Il furgone sarà disponibile nelle versioni elettrica, ibrida plug-in e diesel, oltre alla variant Active.

### E-Transit Custom
La versione elettrica del furgone è stata svelata nel marzo 2021. Alle informazioni ufficiali dicono che ha un'autonomia di 423 km secondo il ciclo di guida WLTP. La batteria è di 400 V, la utilizza anche il Ford F-150 Lightning, la durata di utilizzo è un totale di 74 kWh. La massima autonomia è di 380 km. Lo spazio del carico va dai 5,8 ai 9,0 m3 e può trasportare fino a 1.100 kg.

## Riconoscimenti
- International Van of the Year